# Pommerit-le-Vicomte
Pommerit-le-Vicomte (en bretó Pañvrid-ar-Beskont) és un municipi francès, situat a la regió de Bretanya, al departament de Costes del Nord. L'any 1999 tenia 1.771 habitants.

## Demografia
| 1962                                       | 1968 | 1975 | 1982 | 1990 | 1999 |
| ------------------------------------------ | ---- | ---- | ---- | ---- | ---- |
| 1857                                       | 1724 | 1631 | 1713 | 1690 | 1771 |
| Des de 1962: població sense dobles comptes |      |      |      |      |      |

## Administració
| Període   | Identitat        | Partit   |
| --------- | ---------------- | -------- |
| -1965     | Francis Poulouin | Esquerra |
| 1965-1971 | François Nicolas | PS       |
| 1977-2006 | Jean Le Floc'h   | PS       |
| 2006-     | Alain Gautier    | Esquerra |